# Grube Carolus-Magnus
Die Grube Carolus-Magnus ist ein ehemaliges Steinkohlen-Bergwerk  im Aachener Revier. Es gehörte den drei französischen Stahlherstellern Compagnie des Forges et Aciéries de la Marine et d'Homécourt, Société Anonyme des Hauts Fourneaux et Fonderies Pont-á-Mousson sowie Société Anonyme des Aciéries de Micheville und förderte von 1919 bis 1962 Steinkohle. Zahlreiche erhaltene Bauwerke gehören zu den Baudenkmalen der Stadt Übach-Palenberg.

## Geographie

### Geographische Lage
Die Grube Carolus-Magnus liegt in an der Carlstraße in Übach-Palenberg, Kreis Heinsberg im westlichen Nordrhein-Westfalen. Sie gehört zum Wurmrevier, das einen Teil des Aachener Reviers darstellt.
Nachbarbergwerke der Grube Carolus-Magnus waren die Grube Carl Alexander sowie die Grube Adolf.

### Geologie
Die Grube Carolus-Magnus baute Flöze der Kohlscheider Schichten des Westfal A. Diese Flöze, insbesondere das Flöz Grauweck, führten Kennelkohle. Weitere Flöze waren u. a. Groß Mühlenbach, Klein Mühlenbach 1, Merl, Steinknipp, Kroath, 60cm-Flöz.

## Geschichte

### Gründung
1910 erwarben drei französische Stahlunternehmen ein etwa 2.000 Hektar großes Areal vom Eschweiler Bergwerksverein (EBV) im Bereich des heutigen Stadtgebiets von Übach-Palenberg, und 1911 erfolgte die Gründung der nach Karl dem Großen benannten Grube und Gewerkschaft „Carolus-Magnus“. Das Kohlefeld „Boscheln III“ und eine weitere Reihe kleinerer Teilfelder wurden mit veräußert. Im folgenden Jahr wurde nach der rechtsgültigen Überschreibung der einzelnen Felder das Consolidationsfeld Carolus-Magnus gebildet. Noch im selben Jahr wurde die Gewerkschaft Carolus-Magnus gegründet.

### Vorarbeiten
Die Schächte I und II wurden ab 1913 abgeteuft. Dabei kam es 1913 zu einem ersten Grubenunglück mit 13 Toten. 1917 erreichte Schacht II eine Teufe von 407 Metern und die erste Kohle wurde gefördert.
Nach dem Abteufen wurde ein Gleisanschluss zum Bahnhof Übach-Palenberg gelegt, so dass die Kohle innerhalb des Aachener Industriegebiets und darüber hinaus transportiert werden konnte.
1912 errichtet das Unternehmen F. A. Neuman den Wasserturm der Grube. 1918 wurden das Werkstattgebäude und die Waschkaue sowie 1926 die beiden Fördergerüste errichtet. Die Fördergerüste wurden von der Gutenhoffnungshütte (GHH) in Oberhausen geliefert.

### Betriebsphase
Bedingt durch den Ersten Weltkrieg wurde die Kohleförderung erst am 1. Januar 1919 aufgenommen. 1928 war das Verwaltungsgebäude an der Carlstraße vollendet. 1930 erreichte Schacht II eine Endteufe von 699 Metern. Für die Bergleute der Grube wurden in den 1920er Jahren durch das Stolberg-Aachener Bauunternehmen Robert Grünzig GmbH umfangreiche Siedlungsbauten errichtet.
Es bestand ein elektrischer Verbund mit der Nachbargrube Carl-Alexander über eine 5000-V-Hochspannungsleitung.
In den Jahren 1928, 1929 und 1933 ereigneten sich auf der Grube drei weitere Grubenunglücksfälle. 1928 verloren bei einem Wassereinbruch auf der ersten Sohle 13 Bergleute ihr Leben. 1929 geriet das Förderseil während der Nachtschicht ins Rutschen, als ein Förderwagen in den Schacht fiel, zehn Bergleute wurden verletzt. Im Jahr 1933 ereignete sich auf der 2. Sohle ein Bruch. Selbst 100 Meter tiefer auf der 3. Sohle hörte man die Geräusche. Dabei wurden 18 Bergleute verschüttet, jedoch keiner verletzt.
Während des Zweiten Weltkriegs kam die Arbeit auf der Grube zum Erliegen. 1944 wurde die Förderung eingestellt, die Notbelegschaft konnte nicht verhindern, dass große Teile der Grube ersoffen, da die Pumpen wegen Stromausfall stillstanden. Die Kokerei wurde durch Luftangriffe fast vollständig zerstört. Nach dem Krieg wurde der Aufbau der Zeche wieder vorangetrieben. Dank französischer Besitzer war Carolus-Magnus eine der ersten deutschen Gruben, die die Förderung wieder aufnehmen konnte.

#### Wirtschaftsdaten
Die Steinkohleförderung und Belegschaftsstärke ausgewählter Jahre:
| Jahr                | 1922   | 1924    | 1927    | 1930    | 1937      | 1950    | 1957    | 1961    |
| ------------------- | ------ | ------- | ------- | ------- | --------- | ------- | ------- | ------- |
| Jahresförderung [t] | 77.084 | 194.695 | 340.160 | 703.004 | 1.007.171 | 644.788 | 653.851 | 561.063 |
| Belegschaft         | k. A.  | 1.182   | 2.224   | 3.320   | k. A.     | k. A.   | 3.200   | 2.433   |

### Stilllegung
Am 31. Dezember 1962 wurde die Grube geschlossen. 1967 wurden die beiden Fördertürme der Doppelschachtanlage abgerissen.  Danach wurde noch Restkohle aus den Halden gewonnen und ab 1968 die Tagesanlagen abgerissen.

## Nachnutzung
1963 entstand auf einem Teil des Grubengeländes ein Zweigwerk des Mönchengladbacher Maschinenbauers Schlafhorst, heute ein Teil des Schweizer Textilmaschinenkonzerns Saurer.  In den Jahren 1993 bis 1996 entstand auf dem ehemaligen Grubengelände das „Carolus-Magnus-Centrum für Umwelttechnologie und Gründercentrum“ (CMC).

### Baudenkmale

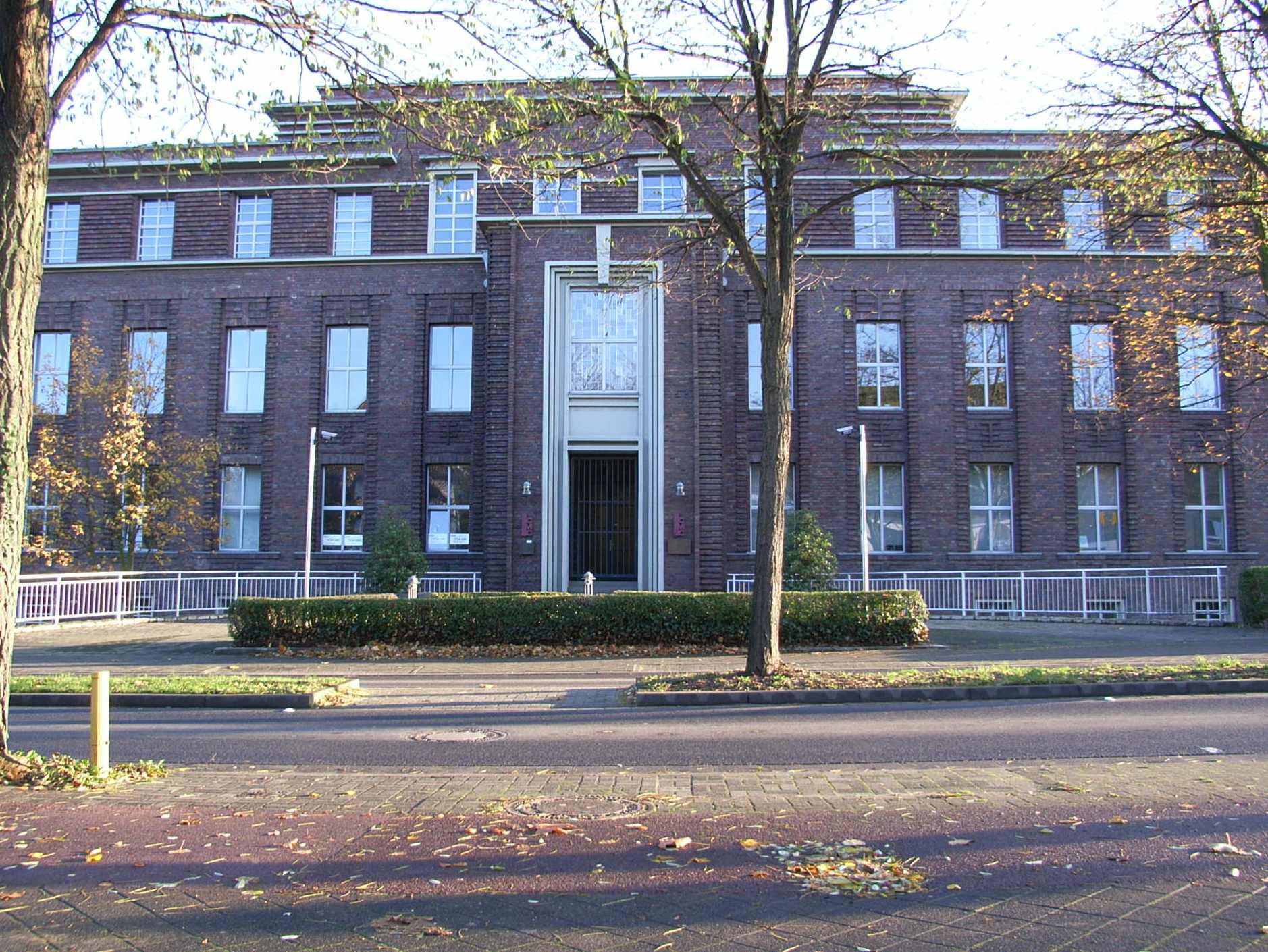
CMC, ehemaliges Verwaltungsgebäude der Zeche

An den Bergbau erinnern die weithin sichtbare, etwa 30 Hektar große Halde und verschiedene Bauwerke, die teilweise als Baudenkmale geschützt sind.
In der Palenberger Carlstraße befindet sich das sehenswerte Verwaltungsgebäude mit Lohnhalle und Theatersaal. Es hat eine Ziegelsteinfassade, einen Eingang mit monumentaler Kalksteineinfassung und ein Attikagesims.
Der 1912 errichtete 49 Meter hohe Wasserturm an der Berghalde ist das Wahrzeichen der Grube und der Stadt. Der 500 m³ fassende Kugelbehälter ruht auf einem sechseckigen, als Raumfachwerk ausgebildeten, Standgerüst und trägt eine aufwendig gestaltete Lüfterlaterne.
In einer Ecke des Firmengeländes von Schlafhorst befindet sich ein vierständiger Lokomotivschuppen in schlechtem Zustand.
Zu den Baudenkmalen der Grube zählen auch die unmittelbar gegenüber liegenden, villenartigen Wohnhäuser der Steiger. Wie bei fast allen Steinkohlebergwerken wurden auch hier die Steiger in der Nähe der Grube angesiedelt, um bei eventuellen Notfällen möglichst schnell auf dem Gelände zu sein.